# Mexikó vasúttársaságainak listája

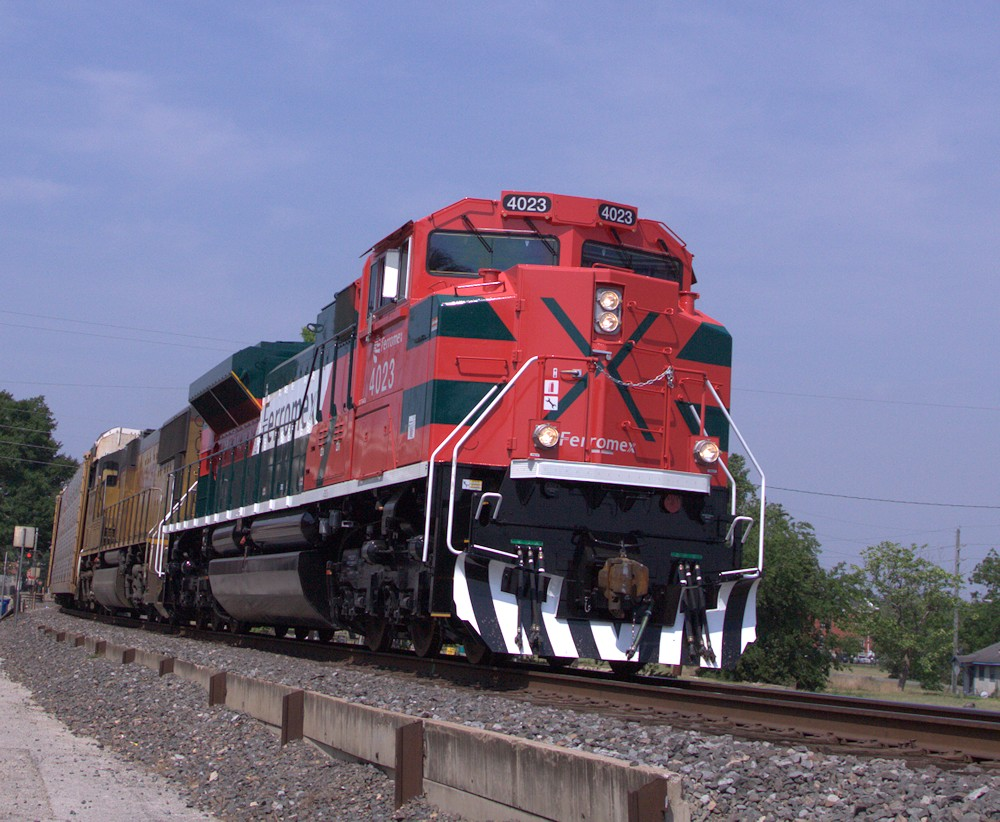
A Ferromex egyik dízelmozdonya

Ez a lista Mexikó vasúttársaságait sorolja fel.

## Regionális vasutak
- Ferrocarril Suburbano de la Zona Metropolitana de México

## Első osztályú vasutak
- Ferromex (FXE)[1]
- Kansas City Southern de México (KCSM)[2]

## Kisebb társaságok
- Ferrocarril y Terminal del Valle de México (Ferrovalle)[3]
- Ferrosur (FSRR)[4]
- Linea Ferrocarril Coahuila-Durango (LFCD)[5]
- Carrizo Gorge de Mexico (Carrizo Gorge Railway subsidiary)[6]
- Ferrocarril Transistmico

## Megszűnt vagy beolvadt vasutak
- Ferrocarril Potosí y Río Verde (FPyRv)
- Ferrocarril Mexicali y Golfo
- Ferrocarril Chihuahua al Pacífico
- Ferrocarriles Nacionales de México (NdeM, later FNM)[7]
- Ferrocarril del Pacífico (FCP)
- Ferrocarriles Unidos del Sureste (FUS)
- Ferrocarril Mexicano (FCM)
- Kansas City, Mexico and Orient Railway
- Mexico North Western Railway
- Southern Pacific of Mexico
- Ferrocarriles Unidos de Yucatán
- Ferrocarril Interoceánico
- Ferrocarril Sonora-Baja California (SBC)
- Ferrocarril Inter-California
- Ferrocarril Nacional de la Baja California
- Rio Grande, Sierra Madre & Pacific Railway (lásd Mexico North Western Railway)
- El Paso Southern Railway (lásd Mexico North Western Railway)
- Tehuantepec National Railway (lásd Ferrocarril Transismitico)
- Ferrocarril Central Mexicano (lásd Ferrocarriles Nacionales de México)
- Ferrocarril Chiapas-Mayab (FCCM)[8]